# Сурогати
«Сурогати» (англ. Surrogates) — американський науково-фантастичний бойовик 2009 року, заснований на однойменній серії коміксів 2005—2006 років. Режисером фільму став Джонатан Мостоу. Головну роль зіграв Брюс Вілліс, як Том Грір, агент ФБР, який вирушає в реальний світ, щоб розслідувати вбивство сурогатів (гуманоїдних дистанційно керованих роботів). У фільмі знімалися також Рада Мітчелл, Розамунд Пайк, Боріс Коджо, Вінг Реймс і Джеймс Кромвелл.

## Сюжет
2057. Більшість людей сидить удома в закритих кімнатах, воліючи виходити у світ, підключаючись до роботів-сурогатів. Вони виглядають, як ідеальні копії своїх господарів, не знають болю, втоми, не старіють і їх легко замінити у випадку ушкодження. Але з'являється нова зброя, що здатна вбити не тільки андроїда, але і його оператора. Том Грір з ФБР береться за розслідування, яке виводить його до радикальної секти та творця сурогатів.

## У ролях
| Актор           | Роль            |
| --------------- | --------------- |
| Брюс Вілліс     | Том Грір        |
| Рада Мітчелл    | Пітерс          |
| Розамунд Пайк   | Меггі Грір      |
| Борис Коджо     | Стоун           |
| Джеймс Джинті   | сурогат Кентера |
| Джеймс Кромвелл | доктор Кентер   |
| Вінг Реймз      | Пророк          |
| Джек Ноузуорті  | Стрікленд       |
| Девін Ретрей    | Бобі            |
| Майкл Кадлітц   | Брендон         |

## Знімальна група
- Режисер — Джонатан Мостоу
- Сценарист — Майкл Ферріс, Джон Д. Бранкато, Роберт Вендітті
- Продюсер — Макс Хандельман, Девід Хоберман, Тодд Ліберман
- Композитор — Річард Марвін